# Clinton (British Columbia)
Clinton ist eine Gemeinde im zentralen, südlichen British Columbia, Kanada. Clinton liegt im Interior Plateau und gehört zum Thompson-Nicola Regional District.

## Geschichte
Ein großer Teil der örtlichen Geschichte ist eng verbunden mit der Cariboo Road (auch Cariboo Wagon Road oder Great North Road genannt) und der Pacific Great Eastern Railway. Die enge Verbindung der Gemeinde zeigt sich im ursprünglichen Namen der Ansiedlung. Clintons älterer Name lautet 47 Mile House und bezog sich auf die Entfernung auf der Cariboo Wagon Road vom Startpunkt in Lillooet hierher. Der aktuelle Name der Ortschaft bezieht sich auf Henry Pelham-Clinton, den fünften Duke of Newcastle-under-Lyne, welcher zur Mitte des 19. Jahrhunderts britischer Kolonialstaatssekretär war.
Die Zuerkennung der kommunalen Selbstverwaltung für die Gemeinde erfolgte am 16. Juli 1963 (incorporated als Village Municipality).

## Demographie
Die letzte offizielle Volkszählung, der Census 2016, ergab für die Ansiedlung eine Bevölkerungszahl von 641 Einwohnern, nachdem der Zensus 2011 für die Gemeinde noch eine Bevölkerungszahl von 636 Einwohnern ergab. Die Bevölkerung nahm im Vergleich zum letzten Zensus im Jahr 2011 nur um 0,8 % zu und blieb damit im Grunde unverändert. Sie entwickelte sich entgegen dem Provinzdurchschnitt nicht weiter, da dort eine deutliche Bevölkerungszunahme von 5,6 % erfolgte. Im Zensuszeitraum 2006 bis 2011 hatte die Einwohnerzahl in der Gemeinde noch um 6,4 % abgenommen und entsprach fast dem Provinzdurchschnitt, dort um 7,0 %.
Zum Zensus 2016 lag das Durchschnittsalter der Einwohner bei 50,8 Jahren und damit weit über dem Provinzdurchschnitt von 42,3 Jahren. Das Medianalter der Einwohner wurde mit 56,2 Jahren ermittelt. Das Medianalter aller Einwohner der Provinz lag 2016 bei 43,0 Jahren. Zum Zensus 2011 wurde für die Einwohner der Gemeinde noch ein Medianalter von 53,1 Jahren ermittelt, bzw. für die Einwohner der Provinz bei 41,9 Jahren. Die Bevölkerung hier also deutlich älter als in der restlichen Provinz.

## Wirtschaft
Das Durchschnittseinkommen der Beschäftigten von Clinton lag im Jahr 2005 bei 19.380 C $, während es zur selben Zeit im Durchschnitt der gesamten Provinz British Columbia nur 24.867 C $ betrug. Der Einkommensunterschied zwischen Männern (22.950 C $; Provinzdurchschnitt=31.598 C $) und Frauen (16.982 C $; Provinzdurchschnitt=19.997 C $) fällt in Clinton geringer aus, als im Einkommensvergleich für die gesamte Provinz.

## Verkehr
Durch Clinton führt, in Nord-Süd-Richtung, der Highway 97, welcher den Ort mit dem restlichen British Columbia verbindet.
Etwa 24 km nordnordwestlich von Clinton befindet sich der örtliche Flugplatz (IATA: -, ICAO: -, Transport Canada Identifier: CBR4). Der Flugplatz verfügt nur eine kurze asphaltierte Start- und Landebahn von 1.302 Meter Länge.
Von Westen nähert sich eine Strecke der Canadian National Railway, welche ab Clinton weitgehend dem Verlauf des Highway 97 Richtung Norden folgt.
Der öffentliche Personennahverkehr wird örtlich und mit einer regionalen Verbindung über Cache Creek nach Ashcroft durch das „Ashcroft-Cache Creek-Clinton Transit System“ angeboten, welches von BC Transit betrieben wird.

## Bildergalerie

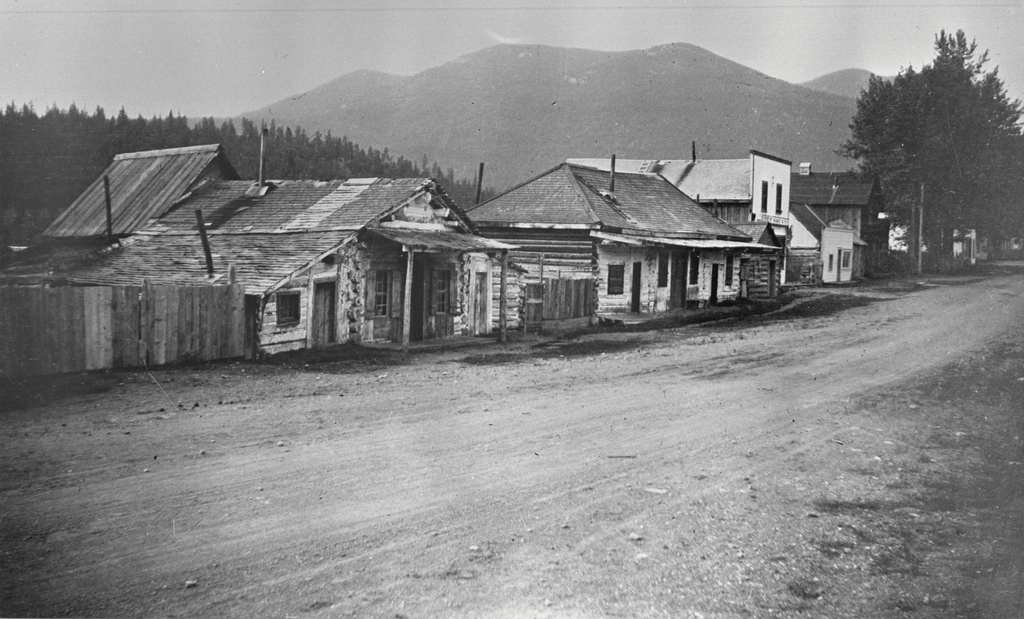
Clinton im Jahr 1918
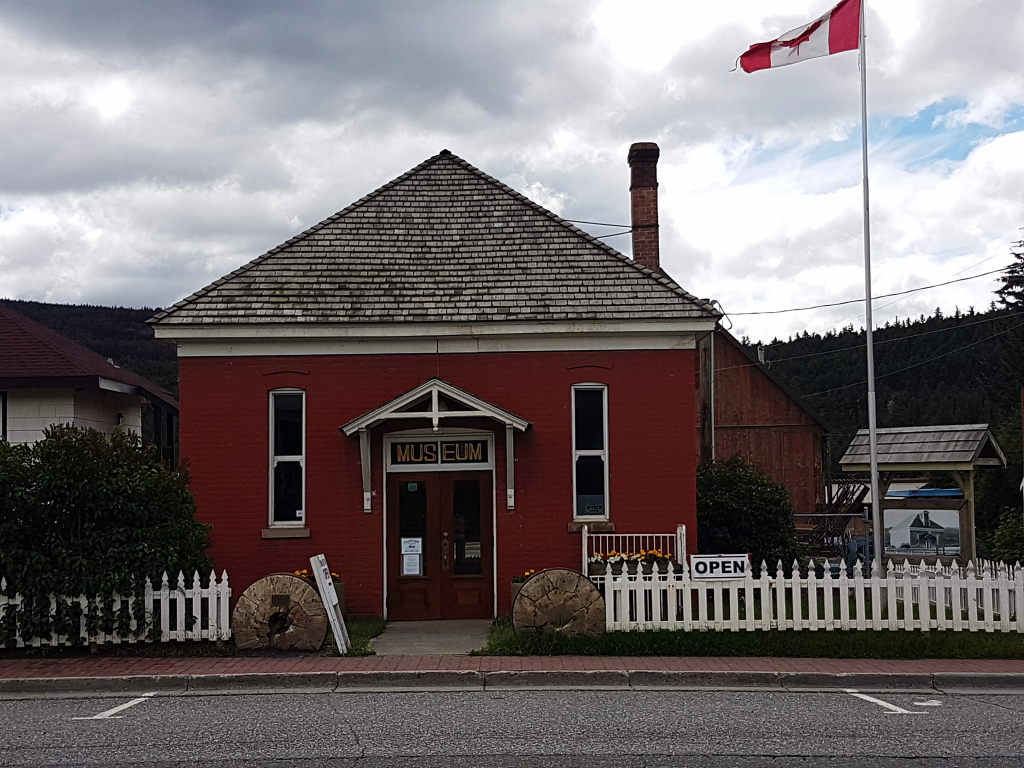
Clinton Museum (2018)
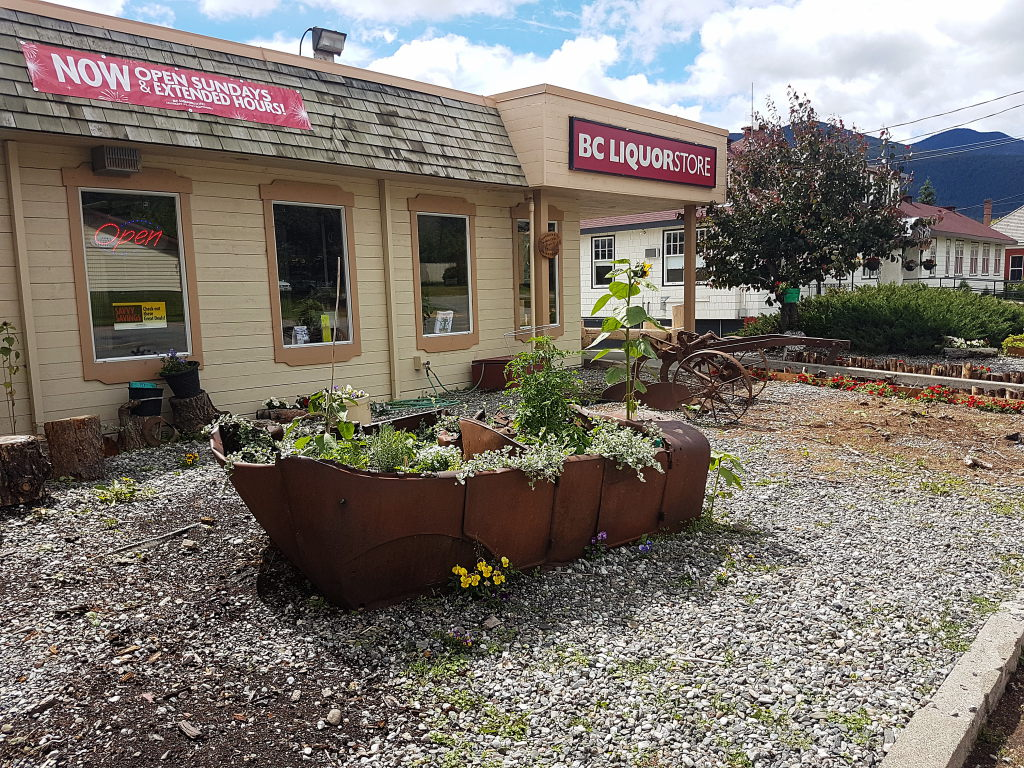
Spirituosengeschäfte (2018)